# Paolo Renier
Paolo Renier (Venezia, 21 novembre 1710 – Venezia, 14 febbraio 1789) fu un politico e diplomatico, 119º doge della repubblica di Venezia dal 1779 fino alla sua morte.

## Biografia

### Infanzia ed educazione
Nacque nel palazzo di famiglia, situato nella parrocchia di San Stae, da Andrea di Daniele Renier e da Elisabetta di Girolamo Morosini. Era il quinto di otto fratelli: esclusi Daniele e Paolo, morti bambini, Girolamo, Antonio, Alvise, Daniele e Angelo Maria furono tutti coinvolti nella vita politica veneziana.
Ebbe come precettore l'abate Pietro Antonio Muazzo che gli diede un'ottima istruzione improntata sulla letteratura classica (si dice che sapesse a memoria e in lingua originale l'Iliade e l'Odissea) e sulla retorica. Inoltre, naturalmente predisposto alla politica, svolse una rapida carriera, favorito dall'estrazione della balla d'oro che lo introdusse in Maggior Consiglio prima della maggiore età (4 dicembre 1730).

### Matrimonio

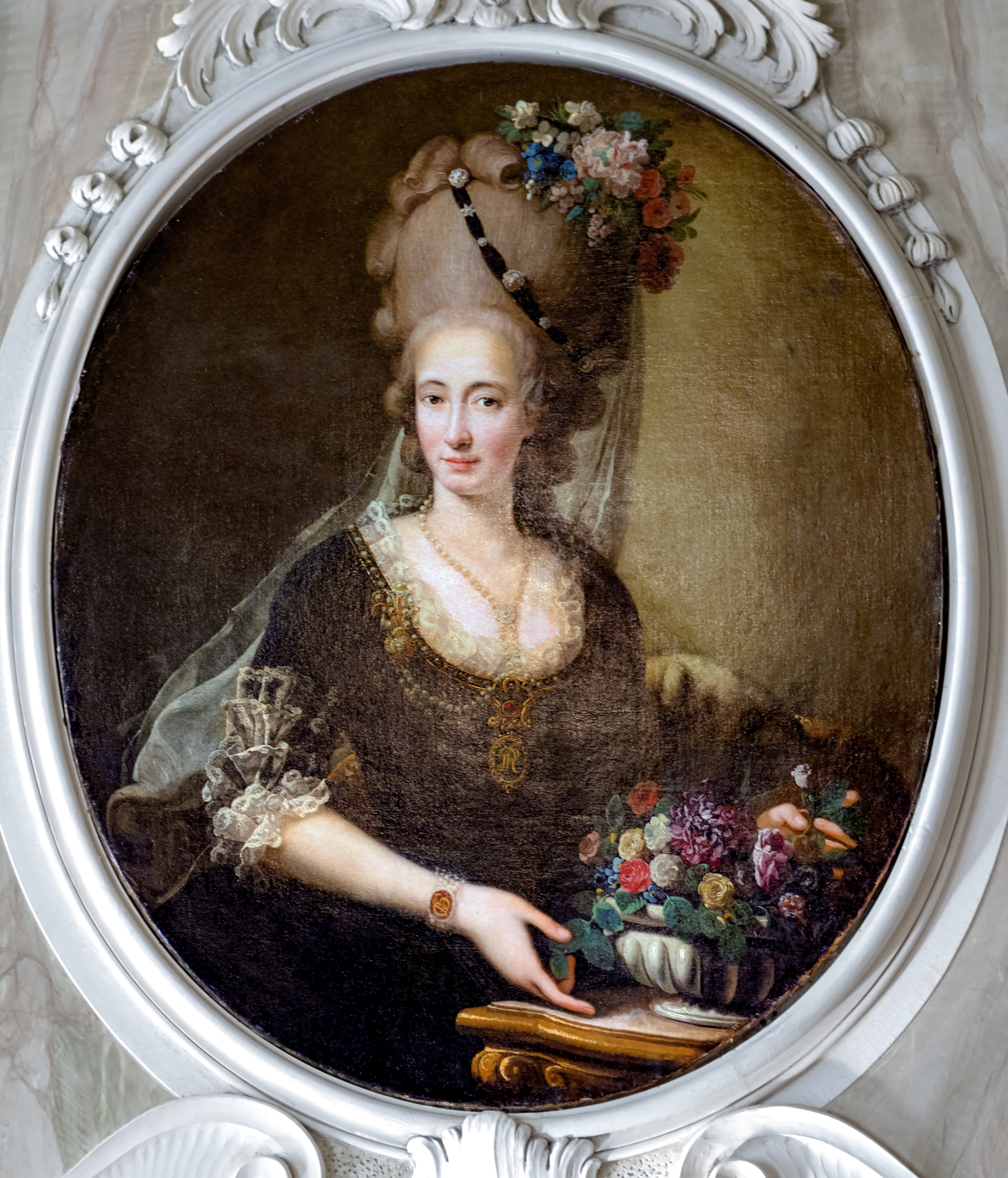
Giustina Donà dalle Rose (1715–1751), moglie di Paolo Renier

Il 28 aprile 1733 convolò a nozze con Giustina di Leonardo Donà, che gli darà Andrea e Leonardo. La dote non doveva essere indifferente e comprendeva anche quattro fedecommessi delle famiglie Bergonzi e Tasca.

### Carriera politica
Svolse l'apprendistato come savio agli Ordini (1736-1737), divenendo poi esecutore alle Acque (1737). Fu poi nel Collegio prima come savio di Terraferma, carica che gli fu riconfermata annualmente dal 1737 al 1750, quindi come savio del Consiglio, rieletto per undici volte consecutive dal 1751 al 1761. Fece inoltre parte del Senato, entrandovi per la prima volta nel 1746 e rimastovi ininterrottamente dal 1750 al 1764.
Questa sua costante presenza presso le istituzioni veneziane lo resero ben presto punto di riferimento per la corrente politica riformista, alla quale appartenevano figure come i fratelli Andrea e Bernardo Memmo e Angelo Querini.
Tra il 1748 e il 1751 fu protagonista della crisi con la Santa Sede, che era intenzionata a sopprimere il patriarcato di Aquileia (cosa che effettivamente avvenne), guidando infatti la fazione più intransigente che chiedeva la traslazione della sede a Udine. Fu fautore del richiamo dell'ambasciatore veneziano a Roma Pietro Andrea Cappello(1750).
Appoggiò, inoltre, il savio di Terraferma Sebastiano Foscarini, che aveva proposto al Senato un decreto con cui imponeva ai sudditi veneziani di sottoporre al Collegio ogni atto che coinvolgesse la Santa Sede (1754). Il decreto alla fine fu ritirato, ma l'episodio contribuì ad aumentare l'influenza e il prestigio del Renier presso la sua parte politica.
In seguito a questi eventi, ricoprì incarichi sempre più importanti: fu Sopraprovveditore alla giustizia nuova (1750), Savio alle acque (1753, 1757 e 1758), Esecutore sopra la bestemmia (1755 e 1759); fece parte della legazione inviata a Roma in occasione dell'elezione di papa Clemente XIII, fu Deputato alla Provvisione del denaro (1759) e Provveditore sopra i monasteri (1761).
Nel settembre 1760, assieme ad Andrea Tron, riuscì a far approvare la riforma dell'esercito proposta da William Graham, il generale scozzese che allora comandava le truppe di terra della Repubblica. Nel 1761 fu eletto Provveditore alla sanità e durante questo mandato chiamò in causa Angelo Querini, allora avogadore di Comun, per dirimere una lite tra religiosi secolari e confraternite circa le "provisioni" dovute nei funerali. Il caso era di per sé di poca importanza, ma ne scaturì uno scontro istituzionale attorno agli eccessivi poteri degli inquisitori di Stato.
Nel corso del dibattito, Renier intervenne per ben cinque ore lamentando con forti espressioni le diseguaglianze economiche e sociali e sostenendo la necessità di ripristinare gli antichi statuti e l'autorità del Consiglio dei Dieci rispetto agli Inquisitori di Stato. La proposta, tuttavia, dopo una prima votazione finita in parità, fu bocciata per soli due voti, anche a causa del forte dissenso dell'opinione pubblica che riteneva gli Inquisitori il miglior baluardo contro il rischio di abusi da parte del patriziato. Alla fine, Querini fu esiliato a Verona, ma Renier continuò a sostenerlo e intervenne più volte nel Maggior Consiglio contro la fazione "tribunalista", capeggiata dal procuratore di San Marco de supra Marco Foscarini.
Benché la sua proposta di liberare Querini e di respingere il decreto presentato dai correttori alle Leggi fossero stati bocciati, Renier vide sempre più aumentare la sua influenza politica: divenne correttore della Promissione ducale proprio in occasione dell'elezione dell'avversario Marco Foscarini (1762), nonché in quella di Alvise IV Mocenigo (1763).

### Carriera diplomatica
Nel 1764 venne nominato ambasciatore alla corte del Sacro Romano Impero e giunse a Vienna il 28 settembre 1765 nei giorni in cui era morto Francesco I. Ebbe ottimi rapporti personali con la vedova Maria Teresa e con il figlio Giuseppe II e riuscì a trattare con serenità le dispute sui confini (attorno al lago di Garda, tra Cadore e Ampezzo e in Istria) sui dazi. Riuscì inoltre a risolvere un grave scontro sulle precedenze durante uno spettacolo tenuto al teatro San Beneto in onore del duca Carlo II Eugenio di Württemberg che stava per portare a una crisi con i diplomatici austriaci. Nei suoi dispacci, suggerì una riforma dell'esercito su modello di quello imperiale e sottolineò gli incentivi dati dalla corte di Vienna al commercio e alle manifatture.
Dopo essere stato nominato cavaliere da Giuseppe II, tornò a Venezia il 13 settembre 1769 e il 29 dicembre lesse la relazione dell'ambasciata al Senato. Sin dal 15 maggio precedente era stato però nominato bailo di Costantinopoli, in sostituzione di Girolamo Ascanio Giustinian. Giunse a Pera il 17 luglio 1771: in quel periodo l'Impero ottomano stava attraversando un momento di crisi, indebolito dalla guerra russo-turca e dalla carestia. Conquistò la fiducia del sultano Mustafa III e del fratello Abdul Hamid I, suo successore, presso il quale fu anche ambasciatore straordinario (1774): in quest'ultima veste procurò navi veneziane per trasportare derrate alimentari nella capitale, e più di qualcuno insinuò che dall'operazione avesse ricavato un proprio tornaconto.
Sempre a Costantinopoli riprese le trattative, che aveva già iniziato a Vienna, con il principe Alessandro Galitzin per aprire il mar Nero ai mercanti veneziani e ottenne un primo viaggio in Crimea per la nave Madonna del Rosario.
Nel 1775 lasciò Costantinopoli e tornò in patria, dove pagò la dote alla nipote Giustina Renier di Andrea, andata in sposa a Marco Antonio Michiel.
Vedovo dal 1751, nel 1776 si risposò con Margherita Dalmet che aveva conosciuto a Costantinopoli. Di origini umili e dal passato controverso (pare fosse stata funambola), più giovane di trentacinque anni, il matrimonio suscitò lo scandalo degli avversari, ma non compromise l'ascesa politica del Renier, che fu in seguito consigliere per il sestiere di Dorsoduro (1776) e savio al Consiglio (1778).

### Dogado
Fu eletto doge il 14 gennaio 1779 al primo scrutinio con 40 voti su 41. Si disse che, a causa della poca stima che godeva presso l'opinione pubblica (soprattutto a causa del matrimonio con una popolana), avesse comprato l'elezione impiegando il denaro guadagnato a Costantinopoli.
(Alvise Zorzi, "La Repubblica del Leone", p. 468)
Il suo dogado non fu privo di avvenimenti. Nell'inverno 1779 il Doge intervenne nel Maggior Consiglio riunito per dibattere sulle proposte di riforma avanzate da Giorgio Pisani e Carlo Contarini e che prevedevano il rafforzamento dei poteri del Maggior Consiglio stesso, in cui tutti i patrizi avevano pari autorità, a danno del Consiglio dei Pregadi e del Consiglio dei Dieci che avrebbe perso la giurisdizione relativa alla sorveglianza dei costumi.
Dopo un serrato dibattito la proposta Contarini - Pisani fu approvata a maggioranza e numerosi consiglieri dissenzienti decisero di rivolgersi al Doge stesso affinché intervenisse personalmente nel dibattito e ricomponesse i dissensi tra Signoria ed i membri delle Quarantia: furono discusse tre mozioni, una di Contarini - Pisani, una dei membri delle Quarantia ed infine una scritta dal Doge, che accoglieva numerosi elementi presentati dalla mozione riformatrice Contarini - Pisani (quali l'istituzione di una consulta di correttori per verificare le attribuzioni delle diverse magistrature) salvo il rafforzamento del Maggior Consiglio. Questa volta la vittoria spettò a Renier, che ottenne 457 voti favorevoli contro 328 contrari e 32 astenuti.
Alla ripresa del dibattito, il 9 maggio 1780, il Doge sfoderò le sue migliori doti oratorie, rievocando la propria esperienza di Ambasciatore a Vienna durante la Spartizione della Polonia, invocò la concordia quale unica opzione possibile rimasta ad uno stato quale Venezia, posto in mezzo tra le grandi potenze, privo di sostanziali forze militari di terra e mare e da tempo oggetto delle aspirazioni adriatiche dell'Impero Asburgico che non avrebbe esitato a cancellare dalla cartina geografica la Repubblica se avesse avuto in mano un singolo pretesto.
L'effetto del discorso fu sfolgorante: il Doge fu in grado di smorzare le istanze riformatrici nel Consiglio e di consentire un intervento degli Inquisitori i quali, senza colpo ferire, arrestarono Giorgio Pisani e Carlo Contarini; il 4 giugno la vicenda fu chiusa definitivamente con l'approvazione di una mozione del Maggior Consiglio in totale appoggio all'operato del Doge e degli Inquisitori.
In politica estera, nel 1782 ricevette la visita ufficiale degli eredi al trono di Russia, Paolo Petrovic, e sua moglie Sofia Dorotea di Württemberg (in incognito come "conti di Severny") e di papa Pio VI nel 1783.
Nel 1784, insieme al Senato, dispose l'invio di una squadra navale veneziana, sotto la guida del "Capitano Straordinario delle Navi" Angelo Emo alla volta di Tunisi nell'ambito della Guerra con il Beycato di Tunisi. L'iniziativa, pur risollevando il prestigio della Serenississima, contribuì a dissestare il bilancio al punto che fu negoziato un accordo di pace; nel 1788 per la medesima ragione fu respinta la proposta di alleanza tra Venezia, Russia ed Impero Asburgico in funzione anti Turca.

### Morte
Stilò il testamento l'8 ottobre 1788, nominando suo erede e commissario il figlio Andrea. Morì il 14 febbraio 1789 di «febre reumatica», dopo trentasette giorni di malattia.